# 李宜軒 (藝人)
李宜軒（1994年4月22日—），原藝名香草姐姐，畢業於國立臺北護理健康大學嬰幼兒保育系。曾為MOMO家族的一員，2021年12月5日從MOMO親子台離開後改藝名為米卡米。